# Seznam pečetí států Spojených států amerických
Pečetě jednotlivých států Spojených států amerických ukazují široké spektrum místních vlivů, prvky z historie těchto států a také různé principy návrhu. Všech 50 států a federální distrikt má vlastní jedinečnou pečeť (znak) nezávisle na federální Velké státní pečeti Spojených států.

Lícová strana Velké státní pečeti Spojených států amerických - Státní znak

## Federální distrikt

Pečeť federálního distriktu Washington, D.C.

## Státy

Pečeť státu Alabama
Pečeť státu Aljaška
Pečeť státu Arizona
Pečeť státu Arkansas
Pečeť státu Colorado
Pečeť státu Connecticut
Pečeť státu Delaware
Pečeť státu Florida
Pečeť státu Georgie
Pečeť státu Havaj
Pečeť státu Idaho
Pečeť státu Illinois
Pečeť státu Indiana
Pečeť státu Iowa
Pečeť státu Jižní Dakota
Pečeť státu Jižní Karolína
Pečeť státu Kalifornie
Pečeť státu Kansas
Pečeť státu Kentucky
Pečeť státu Louisiana
Pečeť státu Maine
Pečeť státu Maryland
Pečeť státu Massachusetts
Pečeť státu Michigan
Pečeť státu Minnesota
Pečeť státu Mississippi
Pečeť státu Missouri
Pečeť státu Montana
Pečeť státu Nebraska
Pečeť státu Nevada
Pečeť státu New Hampshire
Pečeť státu New Jersey
Pečeť státu Nové Mexiko
Pečeť státu New York
Pečeť státu Ohio
Pečeť státu Oklahoma
Pečeť státu Oregon
Pečeť státu Pensylvánie
Pečeť státu Rhode Island
Pečeť státu Severní Dakota
Pečeť státu Severní Karolína
Pečeť státu Tennessee
Pečeť státu Texas
Pečeť státu Utah
Pečeť státu Vermont
Pečeť státu Virginie
Pečeť státu Washington
Pečeť státu Wisconsin
Pečeť státu Wyoming
Pečeť státu Západní Virginie

### Státy (rubové strany)

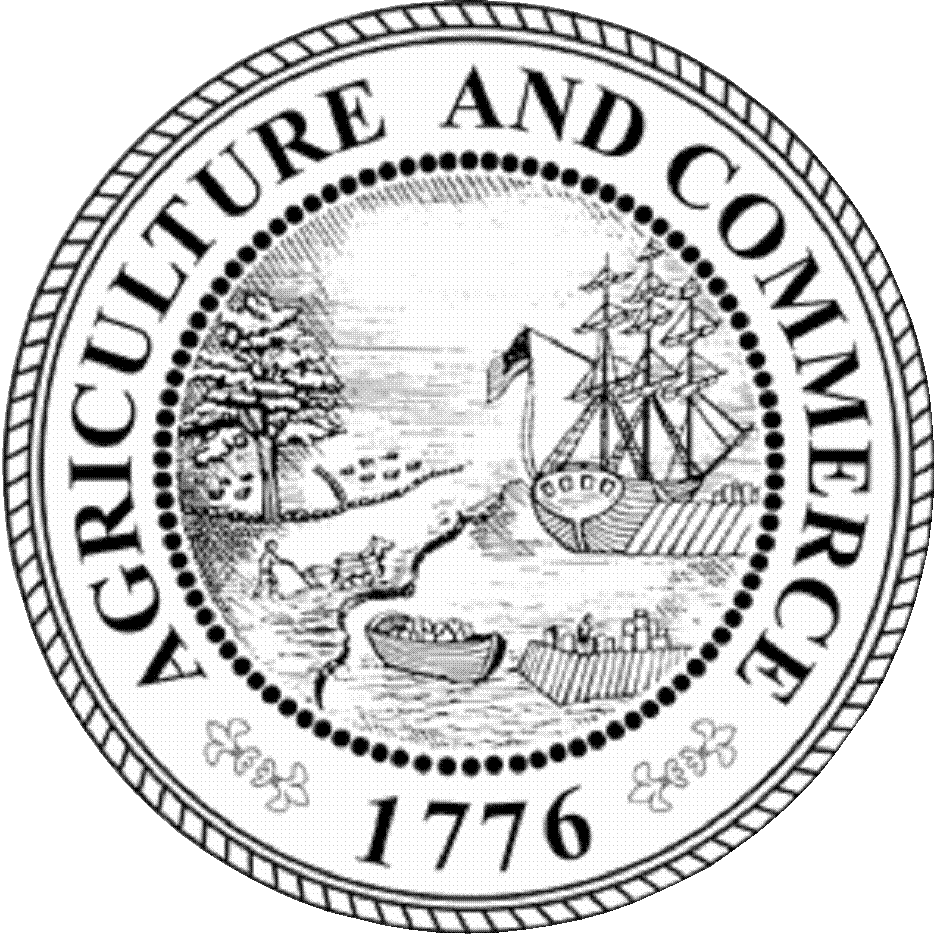
Rubová strana pečeti Georgie
Rubová strana pečeti Marylandu
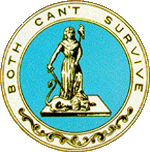
Rubová strana pečeti Pensylvánie
Rubová strana pečeti Texasu
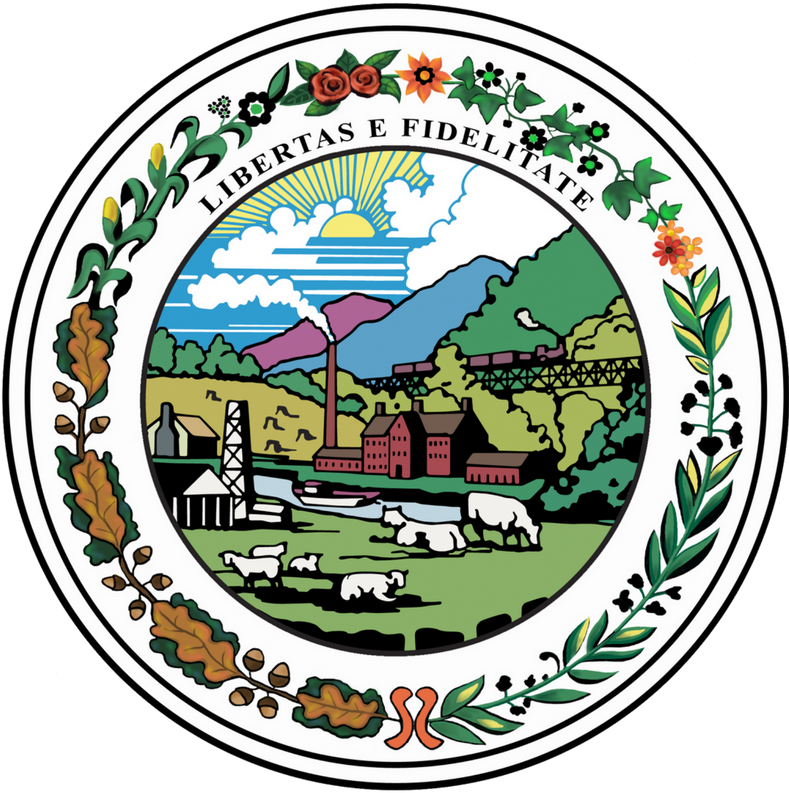
Rubová strana pečeti Západní Virginie

## Nezačleněné území
Pečeti (znaky) Nezačleněných území Spojených států amerických.

Znak (pečeť) nezačleněného území Americké Panenské ostrovy
Znak (pečeť) nezačleněného území Americká Samoa
Znak nezačleněného území Guam
Znak (pečeť) nezačleněného území Portoriko (pečeť je rozdílná od znaku)
Znak (pečeť) nezačleněného území Severní Mariany

## Indiáni

Navahové
Čerokíové
Čoktové

## Historické pečetě

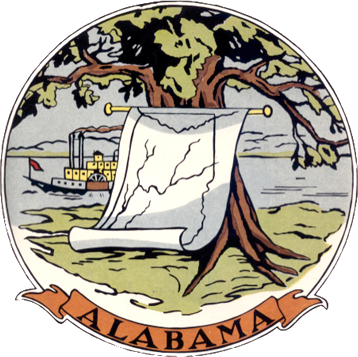
Alabama (1817–1868)
Alabama (1868–1939)
Havaj (1898–1959)
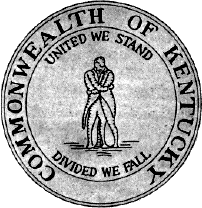
Kentucky (1793–1812)
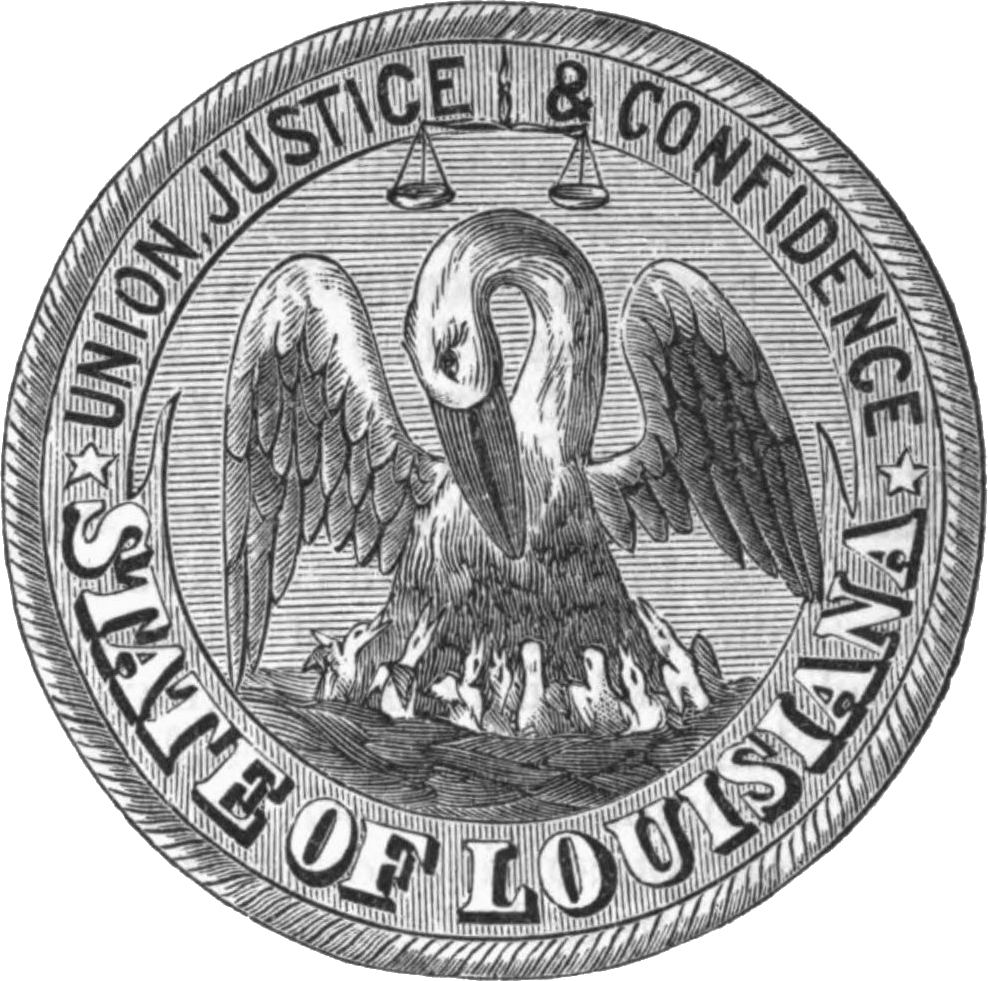
Louisiana (1802–1879)
Louisiana (1879–2010)
Minnesota (1861–1983)
Minnesota (1983–2024)
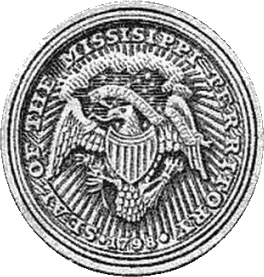
Mississippi (1798–1817)
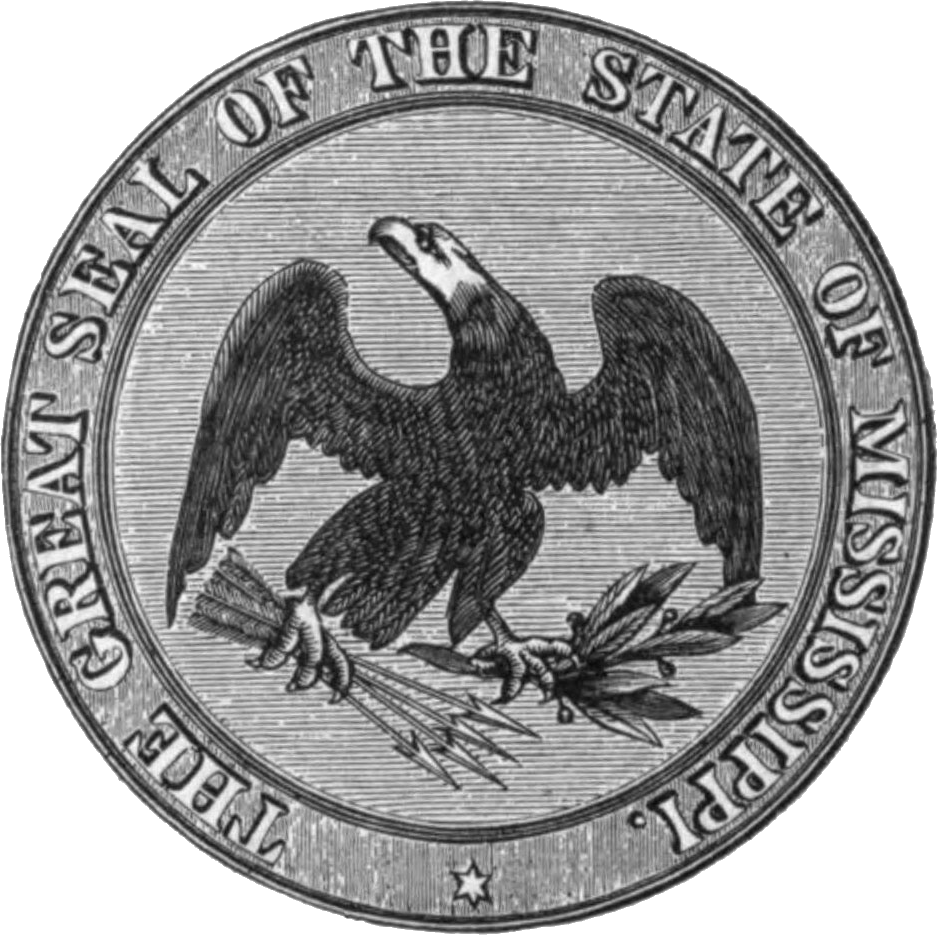
Mississippi (1818–1879)
Mississippi (1879–2014)
Severní Karolína (1971–1984)
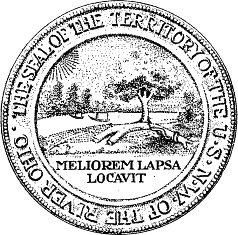
Severozápadní teritorium (1788–1802)
Ohio (1967–1996)
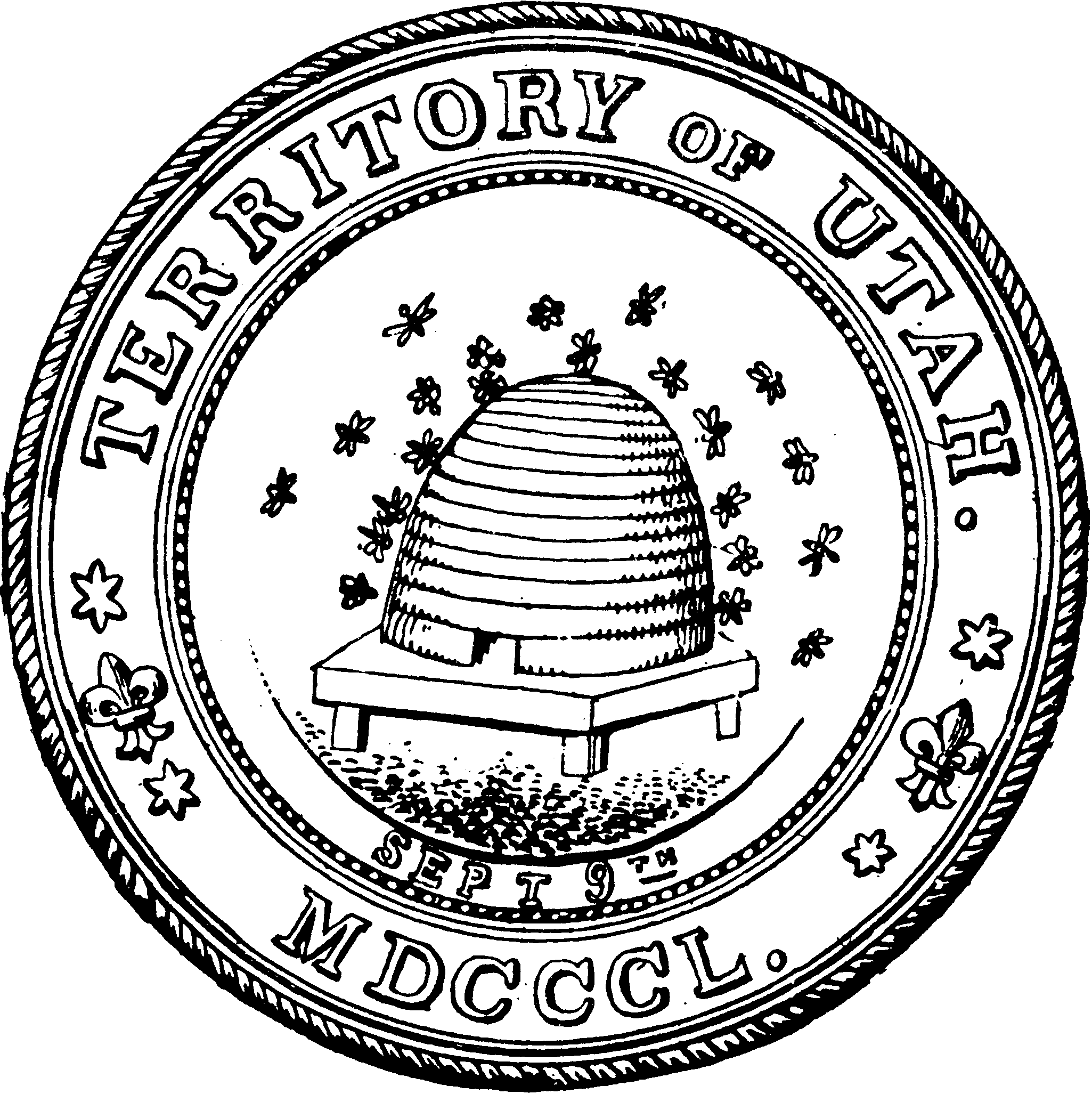
Utah (1850–1896)
Panamské průplavové pásmo (1908–1979)